# Frontière entre les Fidji et le Vanuatu
La frontière entre les Fidji et le Vanuatu est entièrement maritime et se situe en océan Pacifique Sud. La frontière ne fait l'objet d'aucun accord bilatéral en raison de revendications vanuataises. 
En effet, l'île Hunter (Leka) et l'île Matthew (Umaenupne) sont revendiquées par le Vanuatu alors qu'elles sont sous la souveraineté de la Nouvelle-Calédonie, collectivité d'outre-mer française. Pourtant, la frontière entre les Fidji et la France prend en compte cette délimitation.
Theva-i-Ra, ou récif Conway, est un atoll isolé fidjien situé à 450 km au sud-ouest de l'île principal de Viti Levu, ce qui permet au pays de revendiquer une zone économique plus vaste.
L'extrémité nord de la frontière se situe au-delà des 200 milles marins dans les eaux internationales et les deux pays sont en droit de déposer une demande d'extension du plateau continental au niveau du bassin nord des Fidji avec les Îles Salomon.